# Касабланкас, Бенет
Бенет Касабланкас (исп. Benet Casablancas Domingo, 2 апреля 1956, Сабадель) — испанский композитор и музыковед
.

## Биография
Учился в Барселоне и Вене, по классу композиции — у Фридриха Церхи. Параллельно изучал в Барселоне философию. В 2002 был назначен академическим директором Барселонской консерватории. Приглашенный композитор Барселонского симфонического оркестра (2013—2015).

## Сочинения
- Cinco Interludios -Quasi variazioni для струнного квартета (1983)
- Movimiento para trio (1984)
- Siete Escenas de Hamlet для камерного оркестра (1989)
- Струнный квартет № 2/ Cuarteto de cuerda No.2 (1992)
- Маленькая ночная музыка/ Petita Música Nocturna (1992; flauta, clarinete, arpa, piano, percusión)
- Струнное трио (1992; violin, viola, violonchelo)
- Encore (1992; violin y piano)
- Introducción, Cadenza y Aria (1993; violin, clarinete, violonchelo y piano)
- Листок из альбома. Вариация на тему Шуберта/ Hoja de Album. Variación sobre un tema de F. Schubert для фортепиано (1993)
- Epigramas для секстета (1994)
- In modo di passacaglia (1992—1996; flauta, clarinete, arpa, piano, contrabajo)
- Dos Piezas для кларнета и фортепиано (1993/1997)
- Díptico для гитары соло (1996, 2004)
- Tríptico для виолончели соло (1996)
- New Epigrams для камерного оркестра (1997)
- Scherzo для фортепиано (2000)
- Tres Epigramas для оркестра (2000)
- Celebración для камерного оркестра (2001)
- Tres Bagatelas для фортепиано (2001-2003)
- Melancolías y desabrimientos для контрабаса и фортепиано (2005)
- The Dark Backward of Time для оркестра (2005)
- Tre Divertimenti для двух фортепиано (2006)
- Intrada sobre el nombre de Dalí: Variaciones sobre tres notas для оркестра (2006)
- Alter Klang для оркестра (2006)
- Три хайку для фортепиано (2008)
- Jo tem la nit… для смешанного хора и фортепиано (2008)
- Струнный квартет No.3 (2009)
- Darkness Visible для оркестра (2009)
- Four Darks in Red для камерного оркестра, по картине Ротко (2009)
- Impromptu для фортепиано (2009)
- Голубь мира: посвящается Пикассо/ Dove of Peace: Homage to Picasso, камерный концерт для кларнета и ансамбля (2010)
- Six Glosses на тексты Сейса Нотебоома (2010; fl, cl, perc, pno, vl, vc)
- …der graue Wald sich unter ihm schüttelte, камерный концерт No.2 для трубы и ансамбля (2011)
- Jubilus для фортепиано (2011)
- Tres Interludios для оркестра (2011)
- Sí, a Montsalvatge! для фортепиано (2012)
- Pastoral, концертино для альт-саксофона и камерного ансамбля (2012, )
- Dance, Song and Celebration для камерного оркестра (2012)

## Признание
Национальная музыкальная премия женералитета Каталонии (2007). Сочинение композитора Новые эпиграммы было отобрано, чтобы представлять Испанию в программе World Music Days в Вильнюсе (2008).